# Guacimara
Guacimara es el nombre de una mujer guanche, hija del mencey de Anaga a la llegada de los conquistadores europeos a finales del siglo xv.
Aparece por primera vez como personaje del poema épico Antigüedades de las Islas Afortunadas de Antonio de Viana, publicado en 1604, de quien lo copian autores posteriores como Tomás Arias Marín de Cubas o José de Viera y Clavijo, por lo que su existencia histórica no está confirmada.
Por lo que respecta al nombre Guacimara, los historiadores modernos opinan que es otra de las invenciones de Viana para nombrar a sus personajes aborígenes. Sin embargo, también indican que el término sí podría ser de procedencia guanche, siendo traducido por algunos autores como 'el fuerte, poderoso, capaz'.

## Biografía
Según el poeta Viana, Guacimara era hija del mencey Beneharo de Anaga —de Raito dice Marín de Cubas— y su única heredera, aunque el médico Juan Bethencourt Alfonso añade que tenía otros dos hermanos: un varón, que al bautizarse tomó el nombre de Enrique, y Guajara, esposa del caudillo Tinguaro.
Como queda dicho, los hechos conocidos de la historia de Guacimara se deben al poema de Viana. Según este, poco antes de la llegada de los conquistadores castellanos bajo el mando de Alonso Fernández de Lugo en 1494, Beneharo había enviado una embajada a Bencomo, mencey de Taoro, con quien estaba enemistado para tratar de paces. Como presente, el rey de Anaga le entrega un retrato de su hija Guacimara pintado en pieles, enviándole Bencomo en respuesta otro de su hijo Ruymán. Ambos reyes entregan sendos retratos a sus hijos, que quedan enamorados.
Sin embargo, Beneharo promete a Tinguaro la mano de Guacimara si vence a los castellanos que habían arribado a la isla. Tinguaro logra el objetivo, derrotando a los conquistadores en la conocida como matanza de Acentejo, y acude a Anaga para reclamar lo prometido. Mientras, tanto Guacimara como Ruymán salen de sus respectivos reinos en secreto disfrazados de pastores en busca uno del otro, pero llegan a su destino sin encontrarse en el camino. Ya de vuelta hacia sus reinos se tropiezan en las proximidades de La Laguna, no reconociéndose. Guacimara y Ruymán se establecen entonces en las tierras de Punta del Hidalgo, donde viven juntos como pastores de Tegueste. Cuando la conquista termina, son detenidos por soldados castellanos y llevados ante Alonso Fernández de Lugo, que los entrega a Bencomo. Al ser tomados por pastores que quebrantaron las paces decretadas tras la derrota guanche, son condenados a morir pero gracias al hallazgo de los retratos entre sus ropas, son reconocidos, se anulan las ejecuciones y acaban casándose después de bautizarse, tomando Guacimara el nombre de Ana.